# Il tifoso, l'arbitro e il calciatore
Il tifoso, l'arbitro e il calciatore è un film del 1982 diretto da Pier Francesco Pingitore e interpretato da Alvaro Vitali e Pippo Franco.

## Trama

### L'arbitro e il calciatore

Alvaro Presutti (Alvaro Vitali) ed Enzo Cannavale (Sposito)

Alvaro Presutti, di professione usciere, è un arbitro di calcio di Serie A noto per la propria inflessibilità e la rigidità con cui dirige gli incontri, incassando stoicamente gli insulti del pubblico e sedando le proteste dei calciatori con metodi anche violenti. Ben diversa è la sua vita privata, dove viene continuamente vessato dal capoufficio, dai colleghi e dalla suocera. Di ritorno da un incontro appena diretto, Presutti riceve un pacco anonimo, contenente una videocassetta e delle foto che parrebbero dimostrare l'esistenza di una relazione extraconiugale tra sua moglie, la procace Manuela, e l'attaccante tedesco della Juventus, Walter Grass.
Per vendicarsi, Presutti sfrutta gli intrallazzi che il collega Sposito ha nella Federazione, facendosi assegnare la direzione dell'imminente partita tra i bianconeri e la Fiorentina, durante la quale si vendica del giocatore prendendo numerose decisioni sfavorevoli nei suoi confronti, finanche a fingere un'aggressione al termine dell'incontro negli spogliatoi.
Ricoverato all'ospedale per un sospetto trauma cranico, Presutti riceve proprio la visita di Grass il quale, incredulo dell'accaduto, gli rivela di essere in realtà omosessuale: di lì Presutti arriva a scoprire che video e foto erano dei falsi montati ad arte, per aizzarne la gelosia e spingerlo a falsare il risultato della gara. Messa alle strette la moglie, questa gli confessa che è stata manipolata da Sposito: l'uomo, invaghitosi di Manuela, aveva architettato il tutto per pilotare il risultato dell'incontro, al fine di realizzare una ingente vincita al Totonero e convincere così la donna a fuggire con lui.
Per vendicarsi del torto subito dall'amico, una volta discolpato Grass, attira Sposito in casa su invito della moglie e lo punisce facendolo sodomizzare dal partner del calciatore.

### Il tifoso
Amedeo è un tifoso romanista, figlio del titolare del bar "Forza Lupi" e fidanzato con Patrizia, la figlia del commendator Pecorazzi, proprietario dell'azienda in cui lavora. Per ingraziarsi il futuro suocero, acceso tifoso laziale, sul lavoro Amedeo si finge tifoso biancoceleste. Con qualche escamotage, aiutato anche dal fatto che le due squadre militano in categorie differenti, Amedeo riesce sempre a non farsi smascherare né dal padre, cardiopatico, che potrebbe quindi morire se sapesse che il figlio si finge laziale, né dal suocero che, scoprendolo romanista, lo licenzierebbe in tronco e gli negherebbe la mano della figlia, tra l'altro appena scopertasi incinta.
La situazione si complica quando le due squadre organizzano un derby amichevole per beneficenza: sia il padre che il suocero, a questo punto, pretendono che Amedeo vada allo stadio con loro. Dopo aver provato inutilmente a declinare i rispettivi inviti, durante la stracittadina Amedeo tenta faticosamente di essere presente sia nella curva laziale sia in quella romanista. Nei numerosi tragitti tra i due settori a cui è costretto, deve cambiare colori ogni volta.
A causa di questo continuo ed estenuante viavai, inevitabilmente Amedeo si affatica e si confonde con il risultato che, in seguito a un rigore segnato dalla Roma all'ultimo minuto, esulta nella curva sbagliata venendo così inseguito dai laziali inferociti; individuato dal gruppo di tifosi del padre, Amedeo viene picchiato anche da loro credendolo laziale e da lì si scatena una zuffa da cui lo salva la fidanzata.
Durante la fuga, discutono sulla possibilità di far crescere l'imminente figlio come tifoso laziale o romanista: la successiva nascita di due gemelli metterà tutti d'accordo.